# Brandenburgischer Landespokal 2002/03
Der Brandenburgische Landespokal 2002/03 war die 13. Austragung des brandenburgischen Landespokals der Männer im Amateurfußball. Der Ludwigsfelder FC setzte sich, am 4. Juni 2003 im Waldstadion in Ludwigsfelde, im Finale gegen den Brandenburger SC Süd 05 mit 1:0 durch und wurde, zum ersten Mal, Landespokalsieger. Durch diesen Sieg qualifizierte sich der Ludwigsfelder FC für den DFB-Pokal 2003/04.

## Termine
Die Spiele des diesjährigen brandenburgischen Landespokals wurden an folgenden Terminen ausgetragen:
| Runde         | Auslosung | Datum                | Spiele | Vereine  |
| ------------- | --------- | -------------------- | ------ | -------- |
| Vorrunde      | -         | 16.–18. August 2002  | 33     | 66 → 33  |
| 1. Hauptrunde | -         | 24.–25. August 2002  | 56     | 112 → 56 |
| 2. Hauptrunde | -         | 3.–10. Oktober 2002  | 32     | 64 → 32  |
| 3. Hauptrunde | -         | 30.–31. Oktober 2002 | 16     | 32 → 16  |
| Achtelfinale  | -         | 29. März 2003        | 8      | 16 → 8   |
| Viertelfinale | -         | 21. April 2003       | 4      | 8 → 4    |
| Halbfinale    | -         | 14.–15. Mai 2003     | 2      | 4 → 2    |
| Finale        | -         | 4. Juni 2003         | 1      | 2 → 1    |

## Teilnehmende Mannschaften
Für den Brandenburgischen Landespokal 2002/03 qualifizierten sich alle brandenburgischen Mannschaften der Fußball-Regionalliga, Oberliga Nordost, Verbandsliga Brandenburg, Landesliga, Landesklasse sowie die 17 Kreispokalsieger.

## Spielmodus
Der brandenburgische Landespokal 2002/03 wurde im K.-o.-System ausgetragen. Es wird zunächst versucht, in 90 Minuten einen Gewinner auszuspielen. Sollte es danach unentschieden stehen, kommt es wie in anderen Pokalwettbewerben zu einer dreißigminütigen Verlängerung. Sollte danach immer noch kein Sieger feststehen, wird dieser dann im Elfmeterschießen nach dem bekannten Muster ermittelt. Teilnehmende Teams aus der Regionalliga und der Oberliga traten erst ab der 2. Runden in das Turnier ein. Das Team, welches in der niedrigeren Spielklasse spielt, hat Heimrecht.

## Vorrunde
| Datum      |                                      | Ergebnis  |                                    |
| ---------- | ------------------------------------ | --------- | ---------------------------------- |
| 16.08.2002 | Spremberger SV (LK)                  | 2:1       | SV Süden Forst (LK)                |
| 17.08.2002 | SV Askania Schipkau (KL)             | 1:0       | VfB Hohenleipisch 1912 (LK)        |
| 17.08.2002 | SV Rot-Weiß Forst (KL)               | 6:0       | SV Fichte Kunersdorf (LK)          |
| 17.08.2002 | FSV Grün-Weiß Schwarzheide (LK)      | 2:1       | SG Friedersdorf (LK)               |
| 17.08.2002 | SV Blau-Gelb Sonnewalde (LK)         | 3:0       | SV Alemannia Döbern (LK)           |
| 17.08.2002 | SV Blau-Weiß Lubolz (KL)             | 4:5 n. V. | TSV Empor Dahme (LK)               |
| 17.08.2002 | Neuzeller SV 1922 (KL)               | 0:5       | SG Sielow (LK)                     |
| 17.08.2002 | SV Teupitz/Groß Köris (LK)           | 3:2       | VfB Herzberg 68 (LK)               |
| 17.08.2002 | SG Blau-Weiß Leegebruch (LK)         | 4:0       | SG Müncheberg (LK)                 |
| 17.08.2002 | FSV Altranft (LK)                    | 0:3       | SG Union Klosterfelde (LK)         |
| 17.08.2002 | SG Blau-Weiß Lebus (KK)              | 1:4 n. V. | FC Strausberg (LK)                 |
| 17.08.2002 | SG Hangelsberg 47 (LK)               | 1:3       | SG Einheit Zepernick (LK)          |
| 17.08.2002 | SV Germania 90 Schöneiche II (LK)    | 3:1       | SG Concordia Buckow (LK)           |
| 17.08.2002 | SG Bruchmühle 47 (LK)                | 3:1       | Frankfurter FC Viktoria 91 II (LK) |
| 17.08.2002 | SV Eintracht Göritz (LK)             | 4:1       | Preußen SV Schwedt (LK)            |
| 17.08.2002 | FV Blau-Weiß 90 Briesen/Mark II (KL) | 4:1       | SV Vogelsang (LK)                  |
| 17.08.2002 | Heinersdorfer SV (KL)                | 3:0       | FSV Schorfheide Joachimsthal (LK)  |
| 17.08.2002 | SC Victoria 1914 Templin II (KL)     | 0:1       | Angermünder FC (LK)                |
| 17.08.2002 | FSV Fortuna Britz (KL)               | 3:2       | Häsener SV (LK)                    |
| 17.08.2002 | FSV 63 Luckenwalde II (KL)           | 7:5 n. V. | BSV Mittenwalde (LK)               |
| 17.08.2002 | ESV Kirchmöser (LK)                  | 5:1       | FSV Grün-Weiß Niemegk (LK)         |
| 17.08.2002 | Ludwigsfelder FC II (KL)             | 8:0       | RSV Waltersdorf 1909 (LK)          |
| 17.08.2002 | SG Bornim (KL)                       | 3:1       | ESV Lokomotive Seddin (LK)         |
| 17.08.2002 | FC Borussia Belzig (KL)              | 3:0       | VfB Trebbin (LK)                   |
| 17.08.2002 | TSV Treuenbrietzen (LK)              | 3:6       | SG Grün-Weiß Klein Kreutz (LK)     |
| 17.08.2002 | SV Falkensee-Finkenkrug II (LK)      | 4:1       | FV Turbine Potsdam (LK)            |
| 17.08.2002 | SG Eintracht Oranienburg II (LK)     | 2:4       | SV Grün-Weiß Brieselang (LK)       |
| 17.08.2002 | SV Eintracht Altruppin (LK)          | 3:2       | FC Kremmen 1920 (LK)               |
| 17.08.2002 | Löwenberger SV (KL)                  | 2:0       | SC Victoria 1914 Templin (LK)      |
| 17.08.2002 | FSV Blau-Weiß 90 Rheinsberg (KL)     | 1:4       | SV Blau-Weiß Dannenwalde (LK)      |
| 17.08.2002 | Groß Pankower SV Rot-Weiß (KL)       | 1:0       | SV Wacker Meyenburg 1922 (LK)      |
| 18.08.2002 | SV Rot-Weiß Kyritz (LK)              | 2:1       | SC Hertha Karstädt (LK)            |
| 18.08.2002 | Wainsdorfer SV (LK)                  | 1:7       | SV 1919 Prösen (LK)                |

## 1. Runde
| Datum      |                                          | Ergebnis              |                                          |
| ---------- | ---------------------------------------- | --------------------- | ---------------------------------------- |
| 25.08.2002 | SV Askania Schipkau (KL)                 | 3:1                   | SV Grün-Weiß Lübben (LK)                 |
| 04.09.2002 | SV Prösen 1919 (LK)                      | 0:4                   | SV Empor Mühlberg (LL)                   |
| 25.08.2002 | SV Rot-Weiß Forst (KL)                   | 0:2                   | SG Blau-Gelb Laubsdorf (LL)              |
| 25.08.2002 | FSV Grün-Weiß Schwarzheide (LK)          | 0:0 n. V. (8:9 i. E.) | FSV Glückauf Brieske-Senftenberg (VL)    |
| 25.08.2002 | Blau-Gelb Sonnewalde (LK)                | 1:3                   | TSV 1878 Schlieben (LL)                  |
| 25.08.2002 | TSV Empor Dahme (LK)                     | 2:3 n. V.             | FSV Eintracht Königs Wusterhausen (LL)   |
| 25.08.2002 | SG Sielow (LK)                           | 2:3                   | Breesener SV Guben Nord (VL)             |
| 25.08.2002 | Spremberger SV 1862 (LK)                 | 1:2                   | SV Döbern (LL)                           |
| 25.08.2002 | SV Teupitz/Groß Köris (LK)               | 2:5                   | FSV 63 Luckenwalde (VL)                  |
| 25.08.2002 | SC Spremberg 1896 (LK)                   | 3:2                   | SpVgg Blau-Weiß Vetschau (LL)            |
| 25.08.2002 | SV Eintracht Ortrand (LK)                | 1:2                   | ESV Lok Falkenberg (LL)                  |
| 25.08.2002 | SG Grüne Eiche Großthiemig (LK)          | 3:4                   | KSV Tettau/Schraden (LL)                 |
| 25.08.2002 | FSV Lauchhammer 08 (LK)                  | 2:3                   | TSG Lübbenau 63 (LL)                     |
| 25.08.2002 | SG Burg/Spreewald (LK)                   | 3:4                   | Kolkwitzer SV 1896 (LL)                  |
| 25.08.2002 | SV Dissenchen 1904 (LK)                  | 0:2                   | BSV Cottbus-Ost (LL)                     |
| 25.08.2002 | SV Wacker Ströbitz (LK)                  | 2:1                   | SV Einheit Drebkau (LL)                  |
| 25.08.2002 | SV Werben 1892 (LK)                      | 2:0                   | TV 1861 Forst (LL)                       |
| 25.08.2002 | SG Blau-Weiß Leegebruch (LK)             | 2:0                   | FSV Blau-Weiß Wriezen (LL)               |
| 25.08.2002 | SG Union Klosterfelde (LK)               | 4:0                   | FSV Forst Brogsdorf (LL)                 |
| 25.08.2002 | FC Strausberg (LK)                       | 2:4                   | SV Victoria Seelow (LL)                  |
| 25.08.2002 | SG Einheit Zepernick (LK)                | 1:7                   | SV Germania 90 Schöneiche (VL)           |
| 25.08.2002 | SV Germania 90 Schöneiche II (LK)        | 2:5                   | FSV Bernau (LK)                          |
| 25.08.2002 | SG Bruchmühle 47 (LK)                    | 3:2                   | MSV Hanse Frankfurt (VL)                 |
| 25.08.2002 | SV Eintracht Göritz (LK)                 | 0:1 n. V.             | FSV Rot-Weiß Prenzlau (LL)               |
| 25.08.2002 | FV Blau-Weiß Briesen/Mark II (KL)        | 0:4                   | FSV Groß Leuthen/Gröditsch (LL)          |
| 25.08.2002 | SG Wiesenau 03 (LK)                      | 0:0 n.V (4:6 i. E.)   | SV Chemie Guben (LL)                     |
| 25.08.2002 | SV Blau-Weiß Groß Lindow (LK)            | 0:4 n.V               | Frankfurter FC Viktoria 91 (VL)          |
| 25.08.2002 | SV Preußen Frankfurt (LK)                | 2:5                   | Eisenhüttenstädter FC Stahl II (LL)      |
| 25.08.2002 | SG Aufbau Eisenhüttenstadt (LK)          | 0:8                   | FSV Union Fürstenwalde (VL)              |
| 25.08.2002 | SG Phönix Wildau (LK)                    | 0:8                   | MSV 19 Rüdersdorf (LL)                   |
| 25.08.2002 | BSC 1927 Blankenfelde (LK)               | 1:2                   | TSG Rot-Weiß Fredersdorf/Vogelsdorf (LL) |
| 25.08.2002 | SV Blau-Weiß Petershagen/Eggersdorf (LK) | 2:3                   | FV Blau-Weiß Briesen/Mark (LL)           |
| 25.08.2002 | 1. FC Finowfurt (LK)                     | 1:3                   | TuS 1896 Sachsenhausen (LL)              |
| 25.08.2002 | SV Zehdenick 1920 (LK)                   | 3:1                   | FV Stahl Finow (LL)                      |
| 25.08.2002 | VfB Gramzow (LK)                         | 1:0                   | FC Schwedt 02 (LL)                       |
| 25.08.2002 | Schönower SV (LK)                        | 4:1                   | FV Motor Eberswalde II (LL)              |
| 25.08.2002 | Heinersdorfer SV (KL)                    | 1:5                   | SV Altlüdersdorf (VL)                    |
| 25.08.2002 | Angermünder FC (LK)                      | 3:1                   | SV Eintracht Alt Ruppin (LK)             |
| 25.08.2002 | FSV Fortuna Britz (KL)                   | 0:4                   | SC Oberhavel Velten (VL)                 |
| 25.08.2002 | ESV Kirchmöser (LK)                      | 0:2                   | FC Stahl Brandenburg (VL)                |
| 25.08.2002 | FSV 63 Luckenwalde II (KL)               | 3:8                   | Fortuna Babelsberg (LL)                  |
| 24.08.2002 | Ludwigsfelder FC II (KL)                 | 2:1                   | SG Michendorf (LK)                       |
| 25.08.2002 | SG Bornim (KL)                           | 6:2                   | Brandenburger SC Süd 05 II (LK)          |
| 25.08.2002 | FC Borussia Belzig (KL)                  | 0:8                   | Ludwigsfelder FC (VL)                    |
| 25.08.2002 | SG Grün-Weiß Klein Kreutz (LK)           | 1:7                   | SV Kloster Lehnin (VL)                   |
| 25.08.2002 | SV Falkensee-Finkenkrug II (LK)          | 0:4                   | FC 98 Hennigsdorf (VL)                   |
| 25.08.2002 | SG Grün-Weiß Brieselang (LK)             | 1:3                   | Werderaner FC Viktoria 1920 (LK)         |
| 10.09.2002 | SV Rot-Weiß Kyritz (LK)                  | 1:6                   | FSV CM Veritas Wittenberge (LL)          |
| 25.08.2002 | Löwenberger SV (KL)                      | 1:4                   | Märkischer SV 1919 Neuruppin II (LL)     |
| 25.08.2002 | Blau-Weiß 1921 Dannenwalde (LK)          | 3:5                   | SSV Einheit Perleberg (LK)               |
| 25.08.2002 | FSV Ketzin/Falkenrehde (LK)              | 2:1                   | TSV Chemie Premnitz (LL)                 |
| 25.08.2002 | Groß Pankower SV Rot-Weiß (KL)           | 0:0 n. V. (5:3 i. E.) | Pritzwalker SV 1911 (LK)                 |
| 21.08.2002 | SV Empor Schenkenberg (LK)               | 1:3                   | SV Falkensee-Finkenkrug (LK)             |
| 25.08.2002 | BSC Rathenow 94 (LK)                     | 1:3                   | SV Schwarz-Rot Neustadt (Dosse) (VL)     |
| 25.08.2002 | Lindower SV Grün-Weiß (LK)               | 1:2                   | VfL Nauen (LL)                           |
| 24.08.2002 | Teltower FV 1913 (LK)                    | 0:6                   | SV Babelsberg 03 II (VL)                 |

## 2. Runde
| Datum      |                                      | Ergebnis              |                                       |
| ---------- | ------------------------------------ | --------------------- | ------------------------------------- |
| 03.10.2002 | SV Askania Schipkau (KL)             | 4:4 n. V. (6:8 i. E.) | FSV Union Fürstenwalde (VL)           |
| 03.10.2002 | SV Werben 1892 (LK)                  | 1:0                   | FSV 63 Luckenwalde (VL)               |
| 03.10.2002 | SV Döbern (LL)                       | 2:3                   | Frankfurter FC Viktoria 91 (VL)       |
| 03.10.2002 | Eintracht Königs Wusterhausen (LL)   | 2:5 n. V.             | TSV 1878 Schlieben (LL)               |
| 03.10.2002 | SG Bruchmühle 47 (LK)                | 0:4                   | FV Motor Eberswalde (OL)              |
| 03.10.2002 | Ludwigsfelder FC II (KL)             | 1:0                   | SV Wacker Ströbitz (LK)               |
| 03.10.2002 | KSV Tettau/Schraden (LL)             | 0:1                   | FC Energie Cottbus II (OL)            |
| 03.10.2002 | Eisenhüttenstädter FC Stahl II (LL)  | 0:5                   | Ludwigsfelder FC (VL)                 |
| 03.10.2002 | FSV Groß Leuthen/Gröditzsch (LL)     | 0:4                   | Brandenburger SC Süd 05 (OL)          |
| 03.10.2002 | SV Chemie Guben (LL)                 | 4:2                   | FC Stahl Brandenburg (VL)             |
| 03.10.2002 | SG Blau-Gelb Laubsdorf (LL)          | 8:0                   | Breesener SV Guben Nord (VL)          |
| 03.10.2002 | TSG Lübbenau 63 (LL)                 | 0:2                   | SV Empor Mühlberg (LL)                |
| 03.10.2002 | SC Spremberg 1896 (LK)               | 3:2                   | BSV Cottbus-Ost (LL)                  |
| 03.10.2002 | SV Victoria Seelow (LL)              | 0:1                   | SV Babelsberg 03 II (VL)              |
| 03.10.2002 | ESV Lok Falkenberg (LL)              | 1:2                   | FSV Glückauf Brieske-Senftenberg (VL) |
| 03.10.2002 | FV Blau-Weiß Briesen/Mark (LL)       | 1:2                   | Eisenhüttenstädter FC Stahl (OL)      |
| 31.10.2002 | Rot-Weiß Fredersdorf/Vogelsdorf (LL) | 0:6                   | Märkischer SV 1919 Neuruppin (OL)     |
| 03.10.2002 | VfB Gramzow (LK)                     | 4:2 n. V.             | SG Eintracht Oranienburg (OL)         |
| 03.10.2002 | SV Zehdenick 1920 (LK)               | 4:2                   | FSV CM Veritas Wittenberge (LL)       |
| 03.10.2002 | FSV Bernau (LK)                      | 3:3 n. V. (5:6 i. E.) | FC 98 Hennigsdorf (VL)                |
| 03.10.2002 | SG Bornim (KL)                       | 3:2                   | VfL Nauen (LL)                        |
| 03.10.2002 | SV Falkensee-Finkenkrug (VL)         | 5:3 n. V.             | FSV Optik Rathenow (OL)               |
| 03.10.2002 | Märkischer SV 1919 Neuruppin II (LL) | 2:1                   | MSV 19 Rüdersdorf (LL)                |
| 03.10.2002 | SSV Einheit Perleberg (LK)           | 1:2                   | SC Oberhavel Velten (VL)              |
| 03.10.2002 | FSV Ketzin/Falkenrehde (LK)          | 3:5                   | TuS 1896 Sachsenhausen (LL)           |
| 03.10.2002 | SG Union Klosterfelde (LK)           | 1:4                   | SV Altlüdersdorf (VL)                 |
| 03.10.2002 | Angermünder FC (LK)                  | 0:1                   | SV Schwarz-Rot Neustadt (Dosse) (VL)  |
| 03.10.2002 | Schönower SV (LK)                    | 0:9                   | SV Germania 90 Schöneiche (VL)        |
| 03.10.2002 | Groß Pankower SV Rot-Weiß (KL)       | 3:1                   | SG Blau-Weiß Leegebruch (LK)          |
| 03.10.2002 | Fortuna Babelsberg (LL)              | 1:0                   | FSV Rot-Weiß Prenzlau (LL)            |
| 03.10.2002 | Werderaner FC Viktoria 1920 (LK)     | 3:4                   | Kolkwitzer SV 1896 (LL)               |
| 06.10.2002 | SV Kloster Lehnin (VL)               | 0:7                   | SV Babelsberg 03 (RL)                 |

## 3. Runde
| Datum      |                                 | Ergebnis              |                                       |
| ---------- | ------------------------------- | --------------------- | ------------------------------------- |
| 30.10.2002 | Ludwigsfelder FC II (KL)        | 0:3                   | Brandenburger SC Süd 05 (OL)          |
| 31.10.2002 | SC Spremberg 1896 (LK)          | 3:1                   | FSV Union Fürstenwalde (VL)           |
| 31.10.2002 | Frankfurter FC Viktoria 91 (VL) | 2:1                   | FC Energie Cottbus II (OL)            |
| 31.10.2002 | SV Chemie Guben (LL)            | 2:4                   | FSV Glückauf Brieske-Senftenberg (VL) |
| 31.10.2002 | SV 1892 Werben (LK)             | 1:6                   | Eisenhüttenstädter FC Stahl (OL)      |
| 31.10.2002 | SV Empor Mühlberg (LL)          | 0:3                   | Ludwigsfelder FC (VL)                 |
| 31.10.2002 | TSV 1878 Schlieben (LL)         | 1:0                   | SG Blau-Gelb Laubsdorf (LL)           |
| 31.10.2002 | Groß Pankower SV Rot-Weiß (KL)  | 2:4                   | Märkischer 1919 SV Neuruppin II (LL)  |
| 31.10.2002 | Fortuna Babelsberg (LL)         | 3:1                   | FC 98 Hennigsdorf (VL)                |
| 31.10.2002 | SG Bornim (KL)                  | 4:0                   | SV Zehdenick 1920 (LK)                |
| 31.10.2002 | SC Oberhavel Velten (VL)        | 1:3                   | SV Babelsberg 03 (RL)                 |
| 31.10.2002 | VfB Gramzow (LK)                | 0:1                   | FV Motor Eberswalde (OL)              |
| 20.11.2002 | SV Babelsberg 03 II (VL)        | 3:1                   | Märkischer SV 1919 Neuruppin (OL)     |
| 21.12.2002 | SV Falkensee-Finkenkrug (VL)    | 0:0 n. V. (2:4 i. E.) | SV Altlüdersdorf (VL)                 |
| 21.12.2002 | Kolkwitzer SV 1896 (LL)         | 2:1                   | SV Germania 90 Schöneiche (VL)        |
| 01.02.2003 | TuS Sachsenhausen 1896 (LL)     | 3:3 n. V. (5:6 i. E.) | SV Schwarz-Rot Neustadt (Dosse) (VL)  |

## Achtelfinale
| Datum      |                                      | Ergebnis              |                                       |
| ---------- | ------------------------------------ | --------------------- | ------------------------------------- |
| 29.03.2003 | SV Babelsberg 03 II (VL)             | 1:2                   | Brandenburger SC Süd 05 (OL)          |
| 29.03.2003 | Märkischer SV 1919 Neuruppin II (LL) | 0:2                   | Eisenhüttenstädter FC Stahl (OL)      |
| 29.03.2003 | SG Bornim (KL)                       | 0:3                   | Frankfurter FC Viktoria 91 (VL)       |
| 29.03.2003 | SC Spremberg 1896 (LK)               | 1:2                   | FV Motor Eberswalde (OL)              |
| 29.03.2003 | Fortuna Babelsberg (LL)              | 3:1                   | FSV Glückauf Brieske-Senftenberg (VL) |
| 29.03.2003 | Kolkwitzer SV 1896 (LL)              | 3:1                   | TSV 1878 Schlieben (LL)               |
| 29.03.2003 | SV Altlüdersdorf (VL)                | 2:1                   | SV Schwarz-Rot Neustadt (Dosse) (VL)  |
| 15.04.2003 | Ludwigsfelder FC (VL)                | 0:0 n. V. (4:1 i. E.) | SV Babelsberg 03 (RL)                 |

## Viertelfinale
| Datum      |                          | Ergebnis |                                  |
| ---------- | ------------------------ | -------- | -------------------------------- |
| 21.04.2003 | Fortuna Babelsberg (LL)  | 0:4      | Frankfurter FC Viktoria 91 (VL)  |
| 21.04.2003 | FV Motor Eberswalde (OL) | 0:3      | Brandenburger SC Süd 05 (OL)     |
| 21.04.2003 | Ludwigsfelder FC (VL)    | 3:0      | SV Altlüdersdorf (VL)            |
| 14.05.2003 | Kolkwitzer SV 1896 (LL)  | 2:1      | Eisenhüttenstädter FC Stahl (OL) |

## Halbfinale
| Datum      |                                 | Ergebnis              |                              |
| ---------- | ------------------------------- | --------------------- | ---------------------------- |
| 14.05.2003 | Frankfurter FC Viktoria 91 (VL) | 1:1 n. V. (2:4 i. E.) | Brandenburger SC Süd 05 (OL) |
| 21.05.2003 | Kolkwitzer SV 1896 (LL)         | 1:2                   | Ludwigsfelder FC (VL)        |

## Finale
| Ludwigsfelder FC                                        | Ludwigsfelder FC | Brandenburger SC Süd 05 | Brandenburger SC Süd 05 |
| ------------------------------------------------------- | --- | --- | ----------------------- |
| Ludwigsfelder FC                                        | \| 4. Juni 2003 um 18:00 Uhr in Ludwigsfelde (Waldstadion) \| \| Ergebnis: 1:0 (1:0) \| \| Zuschauer: 1.100 \| \| Schiedsrichter: Jens Cyrklaff (Laubsdorf) \|             | \| 4. Juni 2003 um 18:00 Uhr in Ludwigsfelde (Waldstadion) \| \| Ergebnis: 1:0 (1:0) \| \| Zuschauer: 1.100 \| \| Schiedsrichter: Jens Cyrklaff (Laubsdorf) \|                | Brandenburger SC Süd 05 |
| Ludwigsfelder FC                                        | Hansche – Schmelzer – Hendrichs, Entrich – Jesse, Wischniewski (73. Hass), Alber, Grunert, Welskopf (89. Münzer) – Rauch (64. Eidtner), Cami Cheftrainer: Volker Löbenberg | Jurzik – Rahn – Bischof, Neumann – Schleusner, Metzner, Seering (64. Schultze), Napolitano, Habeck – Dürr (81. Winskewitsch), Ido (46. Rodrigues) Cheftrainer: Eckhart Märzke | Brandenburger SC Süd 05 |
| Ludwigsfelder FC                                        | 1:0 Jesse (28.) | | Brandenburger SC Süd 05 |
| Ludwigsfelder FC                                        | Rahn, Ido | | Brandenburger SC Süd 05 |
| 4. Juni 2003 um 18:00 Uhr in Ludwigsfelde (Waldstadion) | | |                         |
| Ergebnis: 1:0 (1:0)                                     | | |                         |
| Zuschauer: 1.100                                        | | |                         |
| Schiedsrichter: Jens Cyrklaff (Laubsdorf)               | | |                         |

## Der Landespokalsieger im DFB-Pokal 2003/04
| Datum      | Heim                  | Ergebnis | Auswärts           | Runde         |
| ---------- | --------------------- | -------- | ------------------ | ------------- |
| 30.08.2003 | Ludwigsfelder FC (VL) | 1:9      | Werder Bremen (1L) | 1. Hauptrunde |